# Giuseppe Capolino
Giuseppe Capolino, tržaški kipar, * 6. april 1827, Trst, † 22. december 1858, Trst.
Tržaški kipar Giuseppe Capolino, tudi Jožef Kapolin je kiparstvo študiral na umetnostni akademiji v Benetkah (1848-1852) in Rimu (1852-1854). V letih 1854-1856 je deloval v Trstu, potem se je preselil v Rim, nakar se je za njim izgubila sled. Leta 1856 je izdelal kip sv. Janeza Krstnika za cerkev sv. Jakoba v Trstu. 